# Huntsville (Utah)
Huntsville es una localidad del condado de Weber, estado de Utah, Estados Unidos. Según el censo de 2000 la población era de 649 habitantes. Se encuentra a poca distancia al este del Gran Lago Salado.

## Historia
Huntsville fue fundado en 1860 por Jefferson Hunt.

## Geografía
Huntsville se encuentra en las coordenadas 41°15′36″N 111°46′24″O / 41.26000, -111.77333.
Según la oficina del censo de Estados Unidos, la localidad tiene una superficie total de 1,9 km². De los cuales 1,7 km² son tierra y 0,2 km² (9.46%) están cubiertos de agua.
- Datos: Q483138
- Multimedia: Huntsville, Utah / Q483138

1. ↑  Zip Data Maps, código ZIP n.º 84317.